# Кожухта (приток Баянзаса)
Кожухта — река в России, протекает по Крапивинскому району Кемеровской области. Устье реки находится в 10 км по правому берегу реки Баянзас. Длина реки составляет 10 км.

## Данные водного реестра
По данным государственного водного реестра России, относится к Верхнеобскому бассейновому округу, водохозяйственный участок реки — Томь от города Новокузнецк до города Кемерово, речной подбассейн реки — Томь. Речной бассейн реки — Верхняя Обь до впадения Иртыша.